# Zildjian
Zildjian ist ein amerikanisches Unternehmen mit Firmensitz in Norwell, Massachusetts, das Schlagzeug-Becken und Zubehör wie Trommelstöcke produziert.

## Geschichte
Zildjian wurde 1623 in Konstantinopel als ein armenischer Familienbetrieb gegründet. Der 1608 von Sultan Osman II. verliehene Familienname Zildjian stammt vom türkischen Namen Zilciyan (mit türkisch zil für „Zimbel“) und bedeutet „Sohn des Beckenschmieds“. Ende des 17. Jahrhunderts entdeckten deutsche Komponisten die Becken für die europäische Klassische Musik. Auch in Militärkapellen werden Zildjian-Becken verwendet.

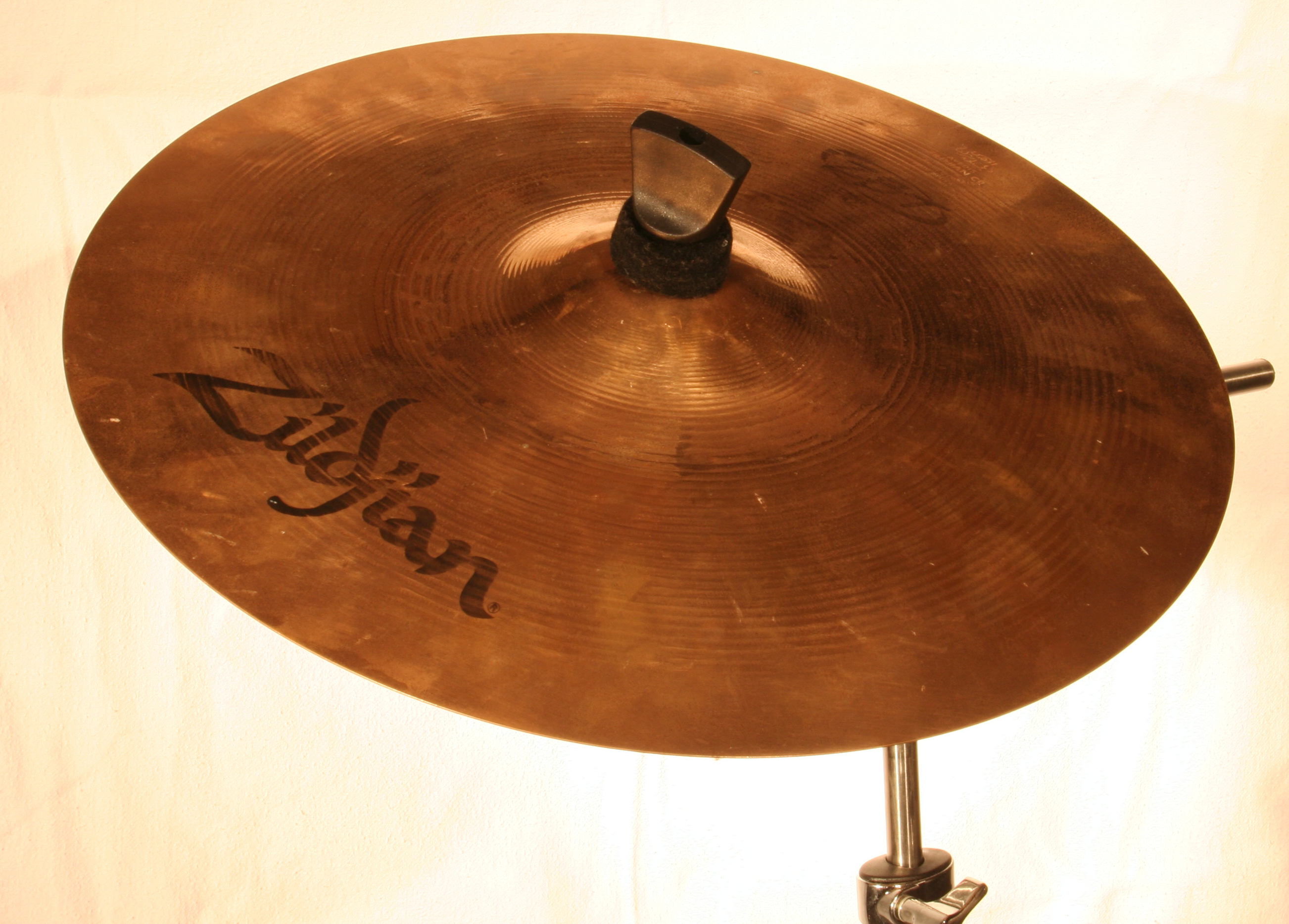
Zildjian-Crashbecken

Als Anfang des 20. Jahrhunderts Aram Zildjian in die armenische Nationalbewegung eintrat, musste er 1909 nach Bukarest fliehen und gründete dort zunächst auch eine Beckenproduktion.
1927 übernahm der in den USA lebende Neffe des Familien- und somit Firmenoberhaupts Aram, Avedis III., das Unternehmen und baute es 1929 in Quincy, Massachusetts, neu auf. Diese Entscheidung fiel mit dem Beginn der Jazz-Ära zusammen, was der Etablierung Zildjians auf dem amerikanischen Markt zuträglich war. 1981 begann Avedis III. Zildjians Sohn, Robert Zildjian, in Kanada unter dem neuen – mittlerweile ebenso etablierten – Firmennamen Sabian Becken herzustellen.
Ende 2010 wurde bekanntgegeben, dass die Avedis Zildjian Company mit dem Drumstickhersteller Vic Firth fusioniert.
Zildjian ist der älteste der weltweiten Marktführer im Bereich der Schlagzeugbecken.

## Produktserien
- A Avedis – bis heute gefertigte Top-Serie.[4]
- A Custom – sehr beliebte und teuer gehandelte Serie.
- A Zildjian
- Classic Orchestral
- Concert Stage
- FX Cymbals – Zildjians Effekt-Abteilung. Dort sind Becken zu finden, die bei Percussionisten und Drummern aller Stile Verwendung finden. Hervorzuheben sind aus der Serie die China-Trash-Becken, die einen „dreckigen“ Klang erzeugen.
- GEN16
- I Cymbals
- K Constantinople
- K Constantinople Orchestral
- K Custom – Becken haben ihren Ursprung aus der K Zildjian-Serie und werden mit komplexen Hämmerungstechniken hergestellt. Diese Becken zeichnen sich durch einen komplexen „trockenen“ Sound aus.
- K Symphonic
- K Zildjian – werden bis heute gefertigt. Die seinerzeit noch in der Türkei produzierte Version dieser Serie hat heute Kultstatus. Diese begehrten Becken werden zu sehr hohen Preisen gehandelt, die den seinerzeitigen Neupreis weit übersteigen.
- Kerope
- L80 Low Volume
- Planet Z – Einsteigerserie
- S Band
- S Family
- Stadium
- Symphonic Tone
- Z3 – die lauteste Serie mit den dicksten Becken, die meist im Rock oder Metal Verwendung findet.
- Z-MAC
- ZBT
- ZHT